# Armin Nassehi

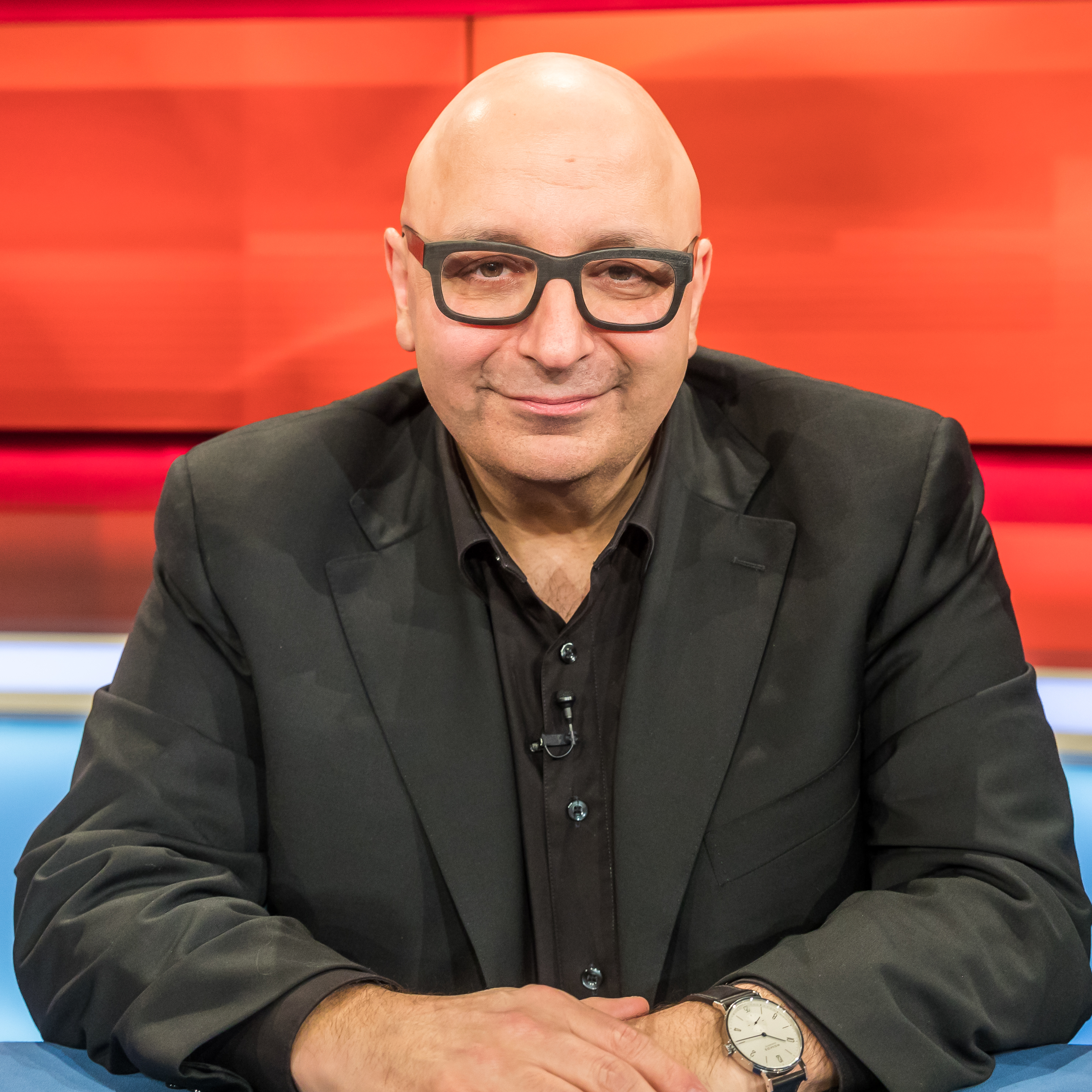
Armin Nassehi, 2019

Armin Nassehi (* 9. Februar 1960 in Tübingen) ist ein deutscher Soziologe und Hochschullehrer.

## Werdegang
Nassehis iranischer Vater war 1954 zum Medizinstudium nach Deutschland gekommen. Seine Mutter stammte aus einer schwäbisch-katholischen Familie. Nassehi wurde als Kind katholisch erzogen und ließ sich mit 18 Jahren taufen. Aufgewachsen ist er in Tübingen, München, Landshut, Teheran und Gelsenkirchen. Mit seiner Familie lebte er drei Jahre in Teheran, wo er eine deutsche Schule besuchte.
Er studierte von 1979 bis 1985 Erziehungswissenschaften, Philosophie und Soziologie an der Universität Münster sowie an der Fernuniversität in Hagen. Von 1988 bis 1994 war er wissenschaftlicher Mitarbeiter an der Universität Münster. 1992 wurde er in Soziologie mit der Arbeit Die Zeit der Gesellschaft promoviert, 1994 folgte die Habilitation mit einer biografieanalytischen Arbeit über ehemalige Insassen sowjetischer Zwangsarbeitslager. Anschließend lehrte er als Privatdozent in Münster.
Nach Lehrstuhlvertretungen in Münster und München übernahm er 1998 als Nachfolger von Walter L. Bühl den Lehrstuhl I für Soziologie an der Universität München.
Seit dem Wintersemester 2023/24 ist Nassehi Vorsitzender des Senats und stellvertretender Vorsitzender des Hochschulrates der Ludwig-Maximilians-Universität München.
Im Juli 2025 wurde er zum Vizepräsidenten der Ludwig-Maximilians-Universität gewählt. Die Amtszeit beginnt am 1. Oktober 2025.

## Mitgliedschaften
2002–2020 Mitglied im Vorstand des Humanwissenschaftlichen Zentrums der LMU.
2007–2014 Mitglied des Konzils der Deutschen Gesellschaft für Soziologie
2012 Ernennung zum Mitglied des Vorstands der Stiftung Forschungsinstitut für Philosophie Hannover (fiph) durch den Bischof von Hildesheim, Norbert Trelle.
2016–2024 Mitglied im Fachkollegium Sozialwissenschaften der DFG.
seit 2017 Mitglied im wissenschaftlichen Beirat der Fritz-Thyssen-Stiftung.
2018–2019 Mitglied in der Ethikkommission der Medizinischen Fakultät der LMU.
2018–2022 Mitglied im Beratergremium „Gesellschaftlicher Zusammenhalt“ des baden-württembergischen Ministerpräsidenten.
2018–2024 Mitglied im Stiftungsrat der Katholischen Universität Eichstätt.
2020–2021 Fellow der Konrad-Adenauer-Stiftung.
2020–2021 Mitglied im Expertenrat „Corona“ der nordrhein-westfälischen Landesregierung.
seit 2020 Mitglied des Bayerischen Ethikrates, seit 2021 stellvertretender Vorsitzender.
seit 2020 Mitglied des Senats der Deutschen Nationalstiftung.
seit 2020 Mitglied im Beirat des Ethikverbandes der Deutschen Wirtschaft.
seit 2020 Mitglied Nationalen Akademie der Wissenschaften Leopoldina, Sektion Kulturwissenschaften.
2022 Mitgründer des PEN Berlin.
2022–2025 Mitglied des Hochschulrates der RWTH Aachen.
seit 2022 ist Mitglied des Kuratoriums des ifo-Instituts.
2024 Berufung in den Deutschen Ethikrat.
2025 Mitglied der Mitgliederversammlung des Goethe-Instituts.

## Auszeichnungen
Im Jahre 2012 wurde Nassehi durch das Interkulturelle Dialogzentrum in München mit dem IDIZEM-Dialogpreis in der Kategorie „Akademiker“ ausgezeichnet. In der Jurybegründung hieß es, Nassehi trage als Wissenschaftler beispielhaft zur Förderung und Bereicherung kultureller Werte und deren Anwendung in der Gesellschaft bei.
Im Jahre 2018 wurde Nassehi von der Deutschen Gesellschaft für Soziologie mit dem Preis für Herausragende Leistungen auf dem Gebiet der öffentlichen Wirksamkeit der Soziologie ausgezeichnet.
Für 2021 wurde ihm der Schader-Preis zugesprochen.

## Wissenschaftliche Arbeit
Schwerpunkte der wissenschaftlichen Arbeit von Armin Nassehi sind Kultursoziologie, Politische Soziologie, Religionssoziologie sowie Wissens- und Wissenschaftssoziologie.
Seine Soziologie schließt vor allem an die Systemtheorie nach Niklas Luhmann an, deren Potenzial er für die Methodologie qualitativer Sozialforschung nutzbar macht. Gesellschaftstheoretisch arbeitet Nassehi an einem Konzept der „Gesellschaft der Gegenwarten“, das den Gesellschaftsbegriff von seinen substantialistischen Elementen zugunsten eines operativen Verständnisses zu befreien trachtet.
Neben der Weiterentwicklung soziologischer System- und Praxistheorie forscht Nassehi vor allem auf dem Gebiet der empirischen Ethikforschung, über medizinische, juristische, ethische und politische Entscheidungen bezüglich multiprofessioneller Organisation von Sterbebegleitung beziehungsweise -hilfe, sowie im Rahmen eines internationalen EU-Projekts über den Transfer wissenschaftlichen Wissens in politische Entscheidungen.
In seinem 2019 veröffentlichten Buch Muster.Theorie der digitalen Gesellschaft unternimmt Nassehi den Versuch, die Digitaltechnik und den Prozess der Digitalisierung in der Moderne selbst zu fundieren. Dabei sieht er Digitalisierung nur als eine weitere Ausdrucksform der binär agierenden Funktionssysteme nach Luhmann.
In seinem 2020 erschienenen Buch Das große Nein. Eigendynamik und Tragik des gesellschaftlichen Protests untersucht Armin Nassehi die Funktion und die Form von Protest. Protest ist nach Armin Nassehi eine besondere Sozialform in einer funktional differenzierten Gesellschaft. Sie macht Konflikte sichtbar, die in den institutionalisierten Bearbeitungsroutinen nicht klein gearbeitet werden können. In der Buchdruckgesellschaft konnten „Nein-Stellungnahmen“ einigermaßen bearbeitet werden. Im Internetzeitalter gibt es durch die vielen Sprecher fast eine symmetrische Kommunikation, was diese aber unübersichtlich macht. Da Protest dazu auch eine Steigerungslogik inhärent ist, führt dies heute zur Überforderung der Gesellschaft. Es fehlt eine „Stoppregel für Nein-Stellungnahmen“. Das Tragische am Protest ist, dass die Forderungen nie ganz umgesetzt werden können. Protest kann ein „Demokratiegenerator“ sein, wenn er zum Beispiel rationale Entscheidungen in der Politik (Klimawandel) fördert. Im Protest wird der Machtkreislauf sichtbar und Protest will und kann den Machtkreislauf unterbrechen (Fridays for Future) und zwingt die Machthaber, sich dazu zu äußern. Protest kann aber auch ein „Demokratiegefährder“ sein, wenn er Gruppen ohne demokratisch erworbenes Mandat (Pegida) zu ermächtigen scheint.

## Publizistische Arbeit
Gemeinsam mit Sabine Maasen, Irmhild Saake und Tobias Wolbring gab Nassehi die soziologische Fachzeitschrift Soziale Welt heraus.
Seit 2001 ist er auch als Vortragender und Berater für Unternehmen unterschiedlicher Branchen tätig.
Im Sommer 2010 strahlte der TV-Sender BR-alpha dreizehn Folgen zum Thema „Gesellschaft mit beschränkter Haftung“ aus, in der Nassehi zu soziologischen Themen spricht. Die Reihe wurde im März 2016 erneut ausgestrahlt.
Am 24. und 25. Januar 2013 veranstaltete Nassehi die 1. Münchner Theoriegespräche zum Thema Ist Gesellschaft ein soziologisch gehaltvoller Begriff?, unterstützt durch die Nemetschek-Stiftung München, in den Räumen der Siemens-Stiftung am Nymphenburger Schloss in München.
Seit 2012 ist Nassehi Herausgeber der Kulturzeitschrift Kursbuch. Zudem schreibt er im Wechsel mit Peter Felixberger und Sibylle Anderl, ebenfalls Kursbuch-Herausgeber, die Kolumne Montagsblock auf der Website des Kursbuchs.
Seit 1999 schreibt er gelegentlich Gastbeiträge unter anderem für Die Zeit und Zeit online, für die Süddeutsche Zeitung, den Spiegel, die Frankfurter Allgemeine Zeitung und Die Welt.

## Persönliches
Nassehi ist verheiratet und hat einen erwachsenen Sohn. Bis 2017 wohnte er mit seiner Familie in Obermenzing. Er ist Fan des FC Schalke 04.

## Publikationen (Auswahl)
- mit Georg Weber: Tod, Modernität und Gesellschaft. Westdeutscher Verlag, Opladen 1989, ISBN 978-3-531-12035-5.
- mit Georg Kneer: Niklas Luhmanns Theorie sozialer Systeme. Eine Einführung. Fink, München 1993, ISBN 978-3-8252-1751-8.
- Die Zeit der Gesellschaft. Auf dem Weg zu einer soziologischen Theorie der Zeit. Westdeutscher Verlag, Opladen 1993, ISBN 978-3-531-15855-6 Neuauflage: VS, Wiesbaden 2008.
- mit Rolf Eickelpasch (Hrsg.): Utopie und Moderne. Suhrkamp, Frankfurt am Main 1996, ISBN 978-3-531-15855-6.
- Differenzierungsfolgen. Beiträge zur Soziologie der Moderne. Westdeutscher Verlag, Opladen 1999, ISBN 978-3-531-13314-0.
- mit Markus Schroer (Hrsg.): Der Begriff des Politischen. Nomos, Baden-Baden 2003, ISBN 978-3-8329-0335-0.
- Geschlossenheit und Offenheit. Studien zur Theorie der modernen Gesellschaft. Suhrkamp, Frankfurt am Main 2003, ISBN 978-3-518-29236-5.
- mit Gerd Nollmann (Hrsg.): Bourdieu und Luhmann. Ein Theorienvergleich. Suhrkamp, Frankfurt am Main 2004, ISBN 978-3-518-29296-9.
- Der soziologische Diskurs der Moderne. Suhrkamp, Frankfurt am Main 2006. Taschenbuchausgabe Suhrkamp, Frankfurt/M. 2009, ISBN 978-3-518-58452-1.
- Soziologie. Zehn einführende Vorlesungen. VS, Wiesbaden 2008, ISBN 978-3-531-15433-6, 2. Aufl. 2011.
- Mit dem Taxi durch die Gesellschaft. Soziologische Storys. Murmann, Hamburg 2010, ISBN 978-3-86774-095-1.
- Gesellschaft verstehen. Soziologische Exkursionen. Murmann, Hamburg 2011, ISBN 978-3-86774-127-9.
- Gesellschaft der Gegenwarten. Studien zur Theorie der modernen Gesellschaft II. Suhrkamp, Berlin 2011, ISBN 978-3-518-29596-0.
- mit Oliver Jahraus u. a. (Hrsg.): Luhmann-Handbuch. Leben – Werk – Wirkung. Metzler, Stuttgart 2012, ISBN 978-3-476-02368-1.
- Die letzte Stunde der Wahrheit. Warum rechts und links keine Alternativen mehr sind… Murmann, Hamburg 2015, ISBN 978-3-86774-377-8.
- mit Peter Felixberger: Deutschland. Ein Drehbuch, Murmann, Hamburg 2016, ISBN 978-3-946514-17-6.
- Die letzte Stunde der Wahrheit. Kritik der komplexitätsvergessenen Vernunft. (kursbuch edition), Sven Murmann Verlagsgesellschaft, Hamburg 2017, ISBN 978-3-946514-58-9.
- Gab es 1968? Eine Spurensuche. kursbuch edition, Hamburg 2018, ISBN 978-3-96196-008-8.
- Muster. Theorie der digitalen Gesellschaft. C. H. Beck, München 2019, ISBN 978-3-406-74024-4.
- Das große Nein. Eigendynamik und Tragik des gesellschaftlichen Protests. kursbuch.edition, Hamburg 2020, ISBN 978-3-96196-128-3.
- Unbehagen. Theorie der überforderten Gesellschaft. C. H. Beck, München 2021, ISBN 978-3-406-77453-9.[38]
- Gesellschaftliche Grundbegriffe. Ein Glossar der öffentlichen Rede. C. H. Beck, München 2023, ISBN 978-3-406-80767-1.
- Kritik der großen Geste. Anders über gesellschaftliche Transformation nachdenken. C. H. Beck, München 2024, ISBN 978-3-406-82322-0                                        .

Artikel
- Eine Linke braucht es nicht mehr. (Die Zeit, 13. Juli 2017, nach dem G20-Gipfel in Hamburg)
- Das Ende der Pandemie muss sich ereignen. (Die Zeit, 12. September 2021)
- Haben wir (aus Corona) nichts gelernt? (Die Zeit, 15. November 2021)
- Die Rückkehr des Feindes. (Die Zeit, 25. Februar 2022)